# EM i ishockey 1924
EM i ishockey 1924 var det niende europamesterskab i ishockey, arrangeret af IIHF. Mesterskabet blev for første gang afholdt i Italien og kampene blev spillet i Milano fra 14. til 17. marts. 
Seks hold deltog. Der blev først spillet gruppespil med tre hold i hver pulje. Vinderen af grupperne mødtes i en finale om europamesterskabet.

## Resultat Gruppe A
| Dato      | Kampe gruppe A    | Resultat         |
| --------- | ----------------- | ---------------- |
| 14. marts | Schweiz – Spanien | 12 – 0           |
| 15. marts | Sverige – Schweiz | 6 – 2            |
| 16. marts | Spanien – Sverige | Spanien trak sig |

### Tabel
| Plads | Hold    | Kampe | Sejre | Uafgj. | Tabte | Mål    | Points |
| ----- | ------- | ----- | ----- | ------ | ----- | ------ | ------ |
| 1     | Sverige | 2     | 2     | 0      | 0     | 6 – 2  | 4      |
| 2     | Schweiz | 2     | 1     | 0      | 1     | 14 – 6 | 2      |
| 3     | Spanien | 2     | 0     | 0      | 2     | 0 – 12 | 0      |

## Resultat Gruppe B
| Dato      | Kampe gruppe B     | Resultat |
| --------- | ------------------ | -------- |
| 14. marts | Frankrig – Italien | 12 – 0   |
| 15. marts | Italien – Belgien  | 0 – 4    |
| 16. marts | Frankrig – Belgien | 3 – 0    |

### Tabel
| Plads | Hold     | Kampe | Sejre | Uafgj. | Tabte | Mål    | Points |
| ----- | -------- | ----- | ----- | ------ | ----- | ------ | ------ |
| 1     | Frankrig | 2     | 2     | 0      | 0     | 15 – 0 | 4      |
| 2     | Belgien  | 2     | 1     | 0      | 1     | 4 – 3  | 2      |
| 3     | Italien  | 2     | 0     | 0      | 2     | 0 – 16 | 0      |

## Finale
| Dato      | EM-Finale 1924     | Resultat |
| --------- | ------------------ | -------- |
| 17. marts | Frankrig – Sverige | 2 – 1    |

## Medaljer
| EM 1924 | Land     |
| ------- | -------- |
| Guld    | Frankrig |
| Sølv    | Sverige  |
| Bronze  | Schweiz  |